# Бенгальская армия

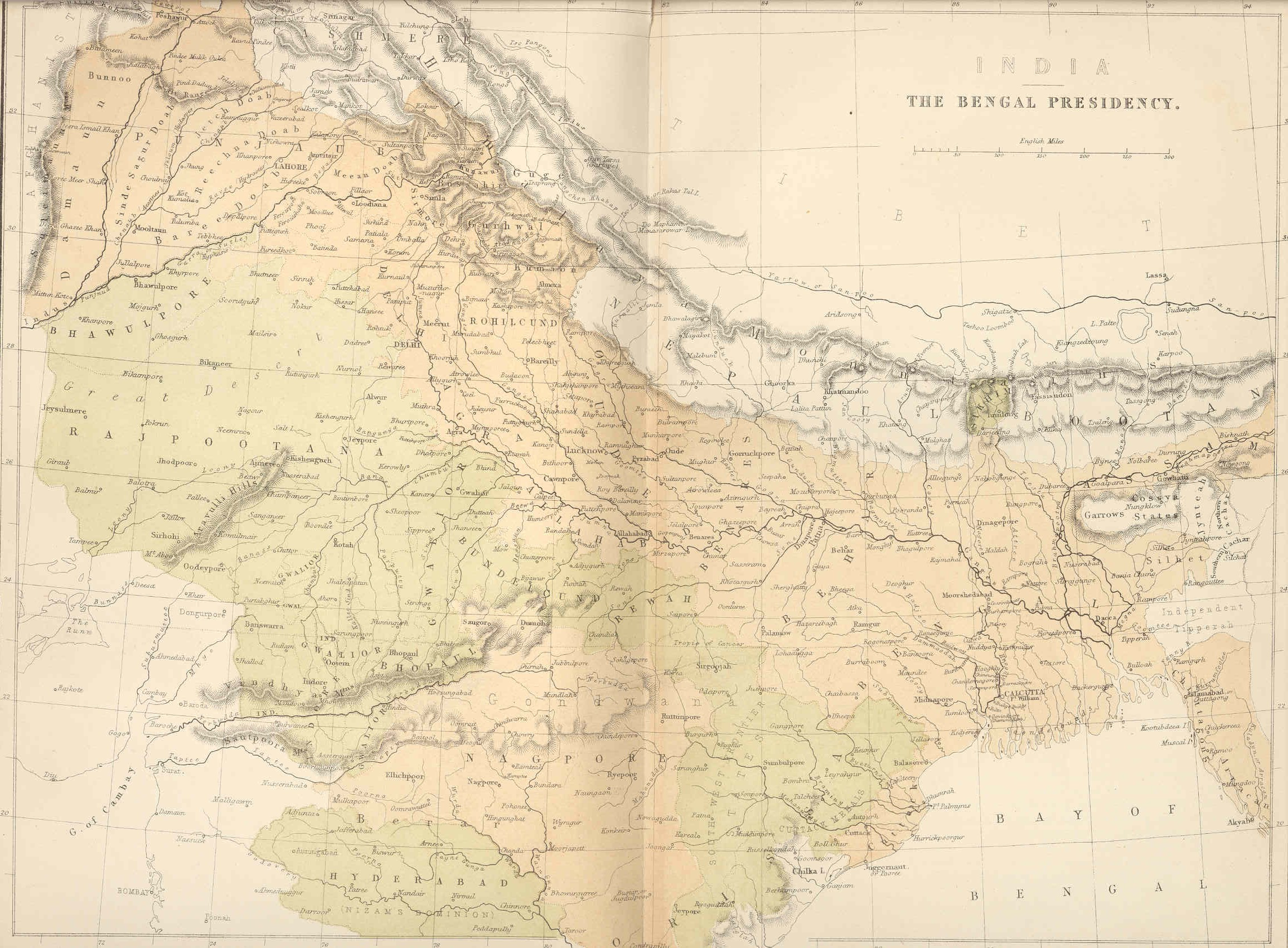
Владения в подчинении бенгальской армии (1858)

Бенгальская армия (бенг. বঙ্গ সেনা) — армия Бенгальского президентства, одного из трёх президентств Британской Индии в Южной Азии. Территория президентства занимала обширные территории от Бенгалии на востоке Индийского субконтинента до Гималаев на севере и Северо-Западной пограничной провинции. Многонациональная армия включала в себя наиболее известные подразделения региона, такие как 1-й Его высочества герцога Йоркского уланский полк (конница Скиннера) из Бенгалии, полки гуркхских стрелков с Гималайских гор и корпус разведчиков с северо-западной границы.
Армии президентств, как и сами президентства, находились под контролем Ост-Индской компании. После Сипайского восстания 1857 года все три индийских президентства посредством Закона о лучшем управлении Индией были подчинены напрямую Британской короне.
Присутствие бенгальцев в конце XIX века в армии было уменьшено, поскольку в восстании сипаев эта народность была на первых ролях. Сами армии президентств в тот же период были объединены в Британскую Индийскую армию.

## Структура

### Кавалерия

#### Полки регулярной армии
| - Охрана генерал-губернатора - 5 полков бенгальской европейской лёгкой кавалерии - 10 полков бенгальской лёгкой кавалерии - 1-й полк бенгальской лёгкой кавалерии - 2-й полк бенгальской лёгкой кавалерии - 3-й полк бенгальской лёгкой кавалерии - 4-й полк бенгальской лёгкой кавалерии - 5-й полк бенгальской лёгкой кавалерии - 6-й полк бенгальской лёгкой кавалерии - 7-й полк бенгальской лёгкой кавалерии - 8-й полк бенгальской лёгкой кавалерии - 9-й полк бенгальской лёгкой кавалерии - 10-й полк бенгальской лёгкой кавалерии | - 18 полков иррегулярной кавалерии - 1-й полк иррегулярной кавалерии (конница Скиннера) - 2-й полк иррегулярной кавалерии - 3-й полк иррегулярной кавалерии - 4-й полк иррегулярной кавалерии - 5-й полк иррегулярной кавалерии - 6-й полк иррегулярной кавалерии - 7-й полк иррегулярной кавалерии - 8-й полк иррегулярной кавалерии - 9-й полк иррегулярной кавалерии - 10-й полк иррегулярной кавалерии - 11-й полк иррегулярной кавалерии - 12-й полк иррегулярной кавалерии - 13-й полк иррегулярной кавалерии - 14-й полк иррегулярной кавалерии - 15-й полк иррегулярной кавалерии - 16-й полк иррегулярной кавалерии - 17-й полк иррегулярной кавалерии - 18-й полк иррегулярной кавалерии |

#### Полки сформированные в ходе Сипайского восстания
| - Джодхпурский кавалерийский легион - Бунделкхандский кавалерийский легион - Контингент кавалерии Гвалиора - Контингент кавалерии Кота - Контингент кавалерии Бхопала - Малавский сводный контингент кавалерии - Иррегулярная кавалерия Рамгарха - Иррегулярная кавалерия Нагпора - 3 полка иррегулярной кавалерии Ауда - 1-й полк иррегулярной кавалерии Ауда - 2-й полк иррегулярной кавалерии Ауда - 3-й полк иррегулярной кавалерии Ауда - 3 полка конницы Ходсона - 1-й полк конницы Ходсона - 2-й полк конницы Ходсона - 3-й полк конницы Ходсона - 4 полка сикхской иррегулярной кавалерии - 1-й полк сикхской иррегулярной кавалерии (конница Уэйла) - 2-й полк сикхской иррегулярной кавалерии - 3-й полк сикхской иррегулярной кавалерии - 4-й полк сикхской иррегулярной кавалерии - Джатская йоменская конница - Рохилхандская конница | - Матхурская конница - Конница Александра - Добровольцы Барроу - Иррегулярная кавалерия Бехара - Белуджская конница - Бенаресская конница - Бенгальская йоменская кавалерия - Калькуттская добровольческая гвардия - Иррегулярная кавалерия Де Кантцоу - Конница Грэма - 2-й полк кавалерии Гвалиора - Конница Х.Х. Гаеквада - Добровольческая конница Джексона - Джаландхарская кавалерия - Лахорская лёгкая конница - 1-я марахтская конница - 2-я марахтская конница - Мератхская лёгкая конница - Пешаварская лёгкая конница - Добровольческая кавалерия Раджгази - Пуштунская конница Линда и Кьюретона - Конница Фэйна |

#### Пенджабские иррегулярные войска
- Корпус разведчиков, пенджабские иррегулярные войска
- 5 полков кавалерии пенджабских иррегулярных войск
  - 1-й полк кавалерии пенджабских иррегулярных войск
  - 2-й полк кавалерии пенджабских иррегулярных войск
  - 3-й полк кавалерии пенджабских иррегулярных войск
  - 4-й полк кавалерии пенджабских иррегулярных войск
  - 5-й полк кавалерии пенджабских иррегулярных войск

### Артиллерия
- Бенгальская конная артиллерия

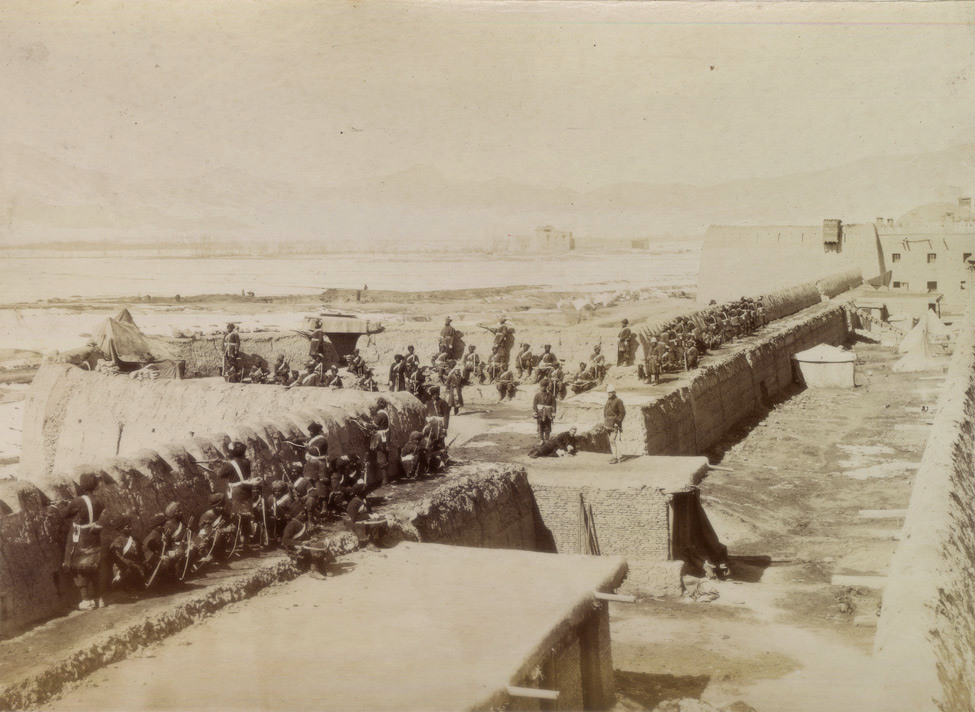
Корпус бенгальских сапёров и минёров в 1879 году

- Бенгальская европейская пехотная артиллерия
- Бенгальская туземная пехотная артиллерия
- Пенджабская конная артиллерия, пенджабские иррегулярные войска

### Инженерные войска
- Корпус бенгальских сапёров и минёров
- Корпус себунды сапёров и минёров

### Пехота

#### Полки регулярной армии
- 1-й бенгальский европейский фузилерный полк
- 2-й бенгальский европейский фузилерный полк
- 3-й бенгальский европейский лёгкий пехотный полк
- 4-й бенгальский европейский полк
- 5-й бенгальский европейский полк
- 6-й бенгальский европейский полк
- 72 полка туземной пехоты[~ 3]

| - - 1-й пенджабско-бенгальский туземный пехотный полк - 2-й бенгальский туземный пехотный полк - 3-й бенгальский туземный пехотный полк - 4-й бенгальский туземный пехотный полк - 5-й бенгальский туземный пехотный полк - 6-й бенгальский туземный пехотный полк - 7-й бенгальский туземный пехотный полк - 8-й бенгальский туземный пехотный полк - 9-й бенгальский туземный пехотный полк - 10-й бенгальский туземный пехотный полк - 11-й бенгальский туземный пехотный полк - 12-й бенгальский туземный пехотный полк - 13-й бенгальский туземный пехотный полк - 14-й бенгальский туземный пехотный полк - 15-й бенгальский туземный пехотный полк - 16-й бенгальский туземный пехотный полк - 17-й бенгальский туземный пехотный полк - 18-й бенгальский туземный пехотный полк - 19-й бенгальский туземный пехотный полк - 20-й бенгальский туземный пехотный полк - 21-й бенгальский туземный пехотный полк - 22-й бенгальский туземный пехотный полк - 23-й бенгальский туземный пехотный полк - 24-й бенгальский туземный пехотный полк - 25-й бенгальский туземный пехотный полк - 26-й бенгальский туземный пехотный полк - 27-й бенгальский туземный пехотный полк - 28-й бенгальский туземный пехотный полк - 29-й бенгальский туземный пехотный полк - 30-й бенгальский туземный пехотный полк - 31-й бенгальский туземный пехотный полк - 32-й бенгальский туземный пехотный полк - 33-й бенгальский туземный пехотный полк - 34-й бенгальский туземный пехотный полк - 35-й бенгальский туземный пехотный полк - 36-й бенгальский туземный пехотный полк | - - 37-й бенгальский туземный пехотный полк - 38-й бенгальский туземный пехотный полк - 39-й бенгальский туземный пехотный полк - 40-й бенгальский туземный пехотный полк - 41-й бенгальский туземный пехотный полк - 42-й бенгальский туземный пехотный полк - 43-й бенгальский туземный пехотный полк - 44-й бенгальский туземный пехотный полк - 45-й бенгальский туземный пехотный полк - 46-й бенгальский туземный пехотный полк - 47-й бенгальский туземный пехотный полк - 48-й бенгальский туземный пехотный полк - 49-й бенгальский туземный пехотный полк - 50-й бенгальский туземный пехотный полк - 51-й бенгальский туземный пехотный полк - 52-й бенгальский туземный пехотный полк - 53-й бенгальский туземный пехотный полк - 54-й бенгальский туземный пехотный полк - 55-й бенгальский туземный пехотный полк - 56-й бенгальский туземный пехотный полк - 57-й бенгальский туземный пехотный полк - 58-й бенгальский туземный пехотный полк - 59-й бенгальский туземный пехотный полк - 60-й бенгальский туземный пехотный полк - 61-й бенгальский туземный пехотный полк - 62-й бенгальский туземный пехотный полк - 63-й бенгальский туземный пехотный полк - 64-й бенгальский туземный пехотный полк - 65-й бенгальский туземный пехотный полк - 66-й гуркхский бенгальский туземный пехотный полк - 67-й бенгальский туземный пехотный полк - 68-й бенгальский туземный пехотный полк - 69-й бенгальский туземный пехотный полк - 70-й бенгальский туземный пехотный полк - 71-й бенгальский туземный пехотный полк - 72-й бенгальский туземный пехотный полк |

#### Местные пехотные формирования
| - Алипурский полк - Рамгархский лёгкий пехотный полк - 3-й местный батальон - Сирмурский стрелковый полк - Кумаонский батальон - 1-й ассамский лёгкий пехотный полк - 2-й ассамский лёгкий пехотный полк - 11-й силхетский местный лёгкий пехотный полк - 1-й бенгальский батальон военной полиции - Мерварский батальон - Джодхпурский легион - Аудское иррегулярное соединение - Нарбаддский себундский корпус - Шекхаватский батальон - Харьянский лёгкий пехотный полк - Хелат-и-гильзийский пехотный полк - Малва-бхилский корпус - Котаский контингент - Мехидпурский контингент - Гвалиорский контингент - Малвский контингент - Бхопальский контингент - Фирозпурский полк - Лудхиянский полк - Верблюжий корпус - Насирийский батальон | - Нагпурское иррегулярное соединение - Деолийское иррегулярное соединение - Лакхнауский полк - Мхаирский полк - Камрупский полк - Ландхурские рейнджеры - Капуртхалский контингент - 1-й гвалиорский полк - 2-й гвалиорский полк - Аллахабадский призыв - Шахджаханпурский призыв - Канпурский призыв - Фатехгархский призыв - Морадабадский призыв - Майнпурийский призыв - Сиялкотский пехотный призыв - Барейллийский призыв - Гуджранвалахский призыв - Мератхский призыв - Кумаонский призыв - Агрский призыв - Коулский и Санталский призыв - Раджпутский призыв - Пурбиахский верноподданный полк |

#### Пенджабские иррегулярные войска
| - 4 сикских полка - 1-й сикхский полк пенджабских иррегулярных войск - 2-й сикхский полк пенджабских иррегулярных войск - 3-й сикхский полк пенджабских иррегулярных войск - 4-й сикхский полк пенджабских иррегулярных войск | - 6 пенджабских пехотных полков - 1-й пенджабский пехотный полк пенджабских иррегулярных войск - 2-й пенджабский пехотный полк пенджабских иррегулярных войск - 3-й пенджабский пехотный полк пенджабских иррегулярных войск - 4-й пенджабский пехотный полк пенджабских иррегулярных войск - 5-й пенджабский пехотный полк пенджабских иррегулярных войск - 6-й пенджабский пехотный полк пенджабских иррегулярных войск |

##### Полки сформированные в ходе Сипайского восстания
- 18 пенджабских пехотных полков

| - - 7-й пенджабский пехотный полк пенджабских иррегулярных войск - 8-й пенджабский пехотный полк пенджабских иррегулярных войск - 9-й пенджабский пехотный полк пенджабских иррегулярных войск - 10-й пенджабский пехотный полк пенджабских иррегулярных войск - 11-й пенджабский пехотный полк пенджабских иррегулярных войск - 12-й пенджабский пехотный полк пенджабских иррегулярных войск - 13-й пенджабский пехотный полк пенджабских иррегулярных войск - 14-й пенджабский пехотный полк пенджабских иррегулярных войск - 15-й пенджабский сапёрный пехотный полк пенджабских иррегулярных войск | - - 16-й пенджабский пехотный полк пенджабских иррегулярных войск - 17-й пенджабский пехотный полк пенджабских иррегулярных войск - 18-й пенджабский пехотный полк пенджабских иррегулярных войск - 19-й пенджабский пехотный полк пенджабских иррегулярных войск - 20-й пенджабский пехотный полк пенджабских иррегулярных войск - 21-й пенджабский пехотный полк пенджабских иррегулярных войск - 22-й пенджабский пехотный полк пенджабских иррегулярных войск - 23-й пенджабский пехотный полк пенджабских иррегулярных войск - 24-й пенджабский сапёрный пехотный полк пенджабских иррегулярных войск |

## Комментарии
1. ↑  Спешно создавались с ноября 1857 года для замены бенгальской лёгкой кавалерии. Было создано лишь три полка из запланированного. В 1861 году они влились в состав Британской армии.
2. ↑  Семь из десяти полков поддержали восставших, ещё два были расформированы в течение 1857—1858 годов. Ни один полк не был восстановлен в Бенгальской армии после восстания.
3. ↑  Из 72 полков туземной пехоты только 12 полков было оставлено после восстания сипаев: 21-й, 31-й, 32-й, 33-й, 42-й, 43-й, 47-й, 59-й, 63-й, 65-й, 66-й и 70-й.